# Team Ukyo/Saison 2015
Dieser Artikel listet Erfolge und Fahrer des Radsportteams Ukyo in der Saison 2015 auf.

## Erfolge in der UCI Asia Tour
| Datum    | Rennen                                   | Kat. | Sieger           |
| -------- | ---------------------------------------- | ---- | ---------------- |
| 28. Juni | Japanische Meisterschaft – Straßenrennen | CN   | Kazushige Kuboki |

## Zugänge – Abgänge
| Zugänge           | Team 2014                      | Abgänge              | Team 2015            |
| ----------------- | ------------------------------ | -------------------- | -------------------- |
| Pablo Urtasun     | PinoRoad                       | Ido Zilberstein      | Cycling Academy Team |
| Yūsuke Hatanaka   | Shimano Racing Team            | Tomoya Kano          | Gunma Grifin Racing  |
| Óscar Pujol       | Skydive Dubai Pro Cycling Team | José Vicente Toribio | Matrix Powertag      |
| Daniel Whitehouse | Rapha Condor JLT               | Ricardo García       | Kinan Cycling Team   |

## Mannschaft
| Name               | Geburtstag         | Nationalität           |
| ------------------ | ------------------ | ---------------------- |
| Yukihiro Doi       | 18. September 1983 | Japan                  |
| Salvador Guardiola | 5. September 1988  | Spanien                |
| Yūsuke Hatanaka    | 21. Juni 1985      | Japan                  |
| Eiichi Hirai       | 18. November 1990  | Japan                  |
| Kazushige Kuboki   | 6. Juni 1989       | Japan                  |
| Ryō Minato         | 12. April 1992     | Japan                  |
| Óscar Pujol        | 16. Oktober 1983   | Spanien                |
| Kōta Sumiyoshi     | 1. Juli 1991       | Japan                  |
| Pablo Urtasun      | 29. März 1980      | Spanien                |
| Daniel Whitehouse  | 12. Januar 1995    | Vereinigtes Königreich |
| Shun Yamamoto      | 24. Oktober 1992   | Japan                  |